# Brașov
Brașov là một thành phố România. Thành phố thủ phủ của hạt Brașov. Đây là thành phố lớn thứ 8 quốc gia này. Thành phố Braşov có dân số 284.596 người (theo điều tra dân số năm 2002), diện tích km2. Thành phố có độ cao 625 mét trên mực nước biển.